# Nepenthes peltata
Nepenthes peltata is een vleesetende bekerplant uit de familie Nepenthaceae. De soort is endemisch op de Filipijnen. De soortaanduiding peltata is Latijn voor 'peltaat'. In de plantkunde wordt hiermee bedoelt dat de bladsteel in het midden van het blad is gehecht. Andere karakteristieke kenmerken voor Nepenthes peltata zijn een dichte beharing en eivormige vangbekers met opvallend gekamde vleugels en grote nectarklieren onder het operculum (deksel).

## Beschrijving

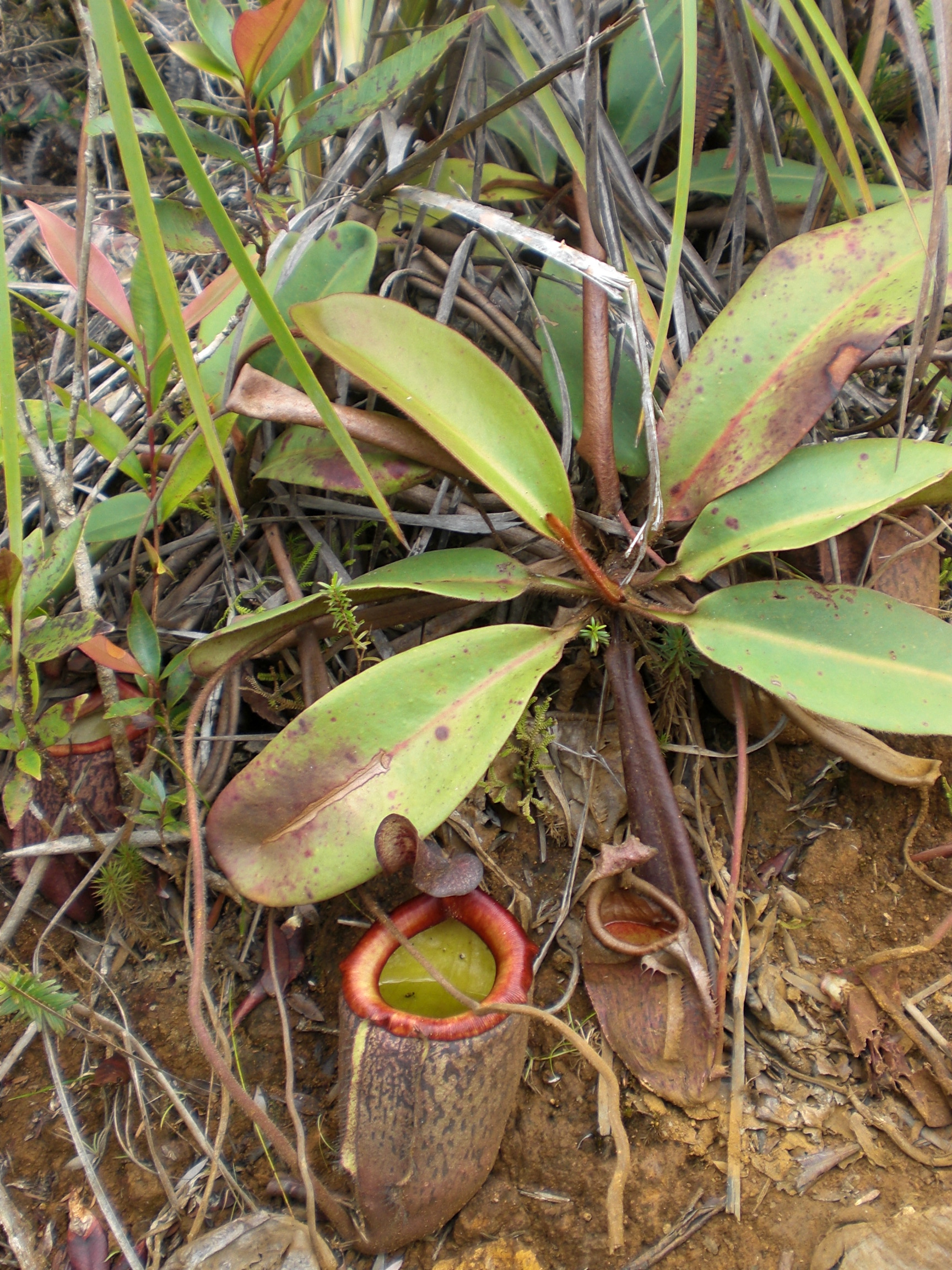
Bladrozet met duidelijk zichtbare peltate rankaanhechting

Nepenthes peltata is een kruipende plant die doorgaans een hoogte bereikt van een meter. De stengel kan een lengte van drie meter bereiken. Voor zover bekend ontwikkelt de plant geen klimmende stengel. De plant is bedekt met een dichte beharing van lange, bruine haartjes; alleen de vangbekers en de bovenzijde van de bladeren zijn kaal of spaarzaam behaard.
De bladeren worden maximaal vijftig centimeter lang en 9 centimeter breed. Ze zijn groen aan de bovenzijde en vaak donkerrood aan de onderzijde. De bladrand is soms naar boven opgekruld. De ranken die de bladeren met de vangbekers verbinden zijn tot zeven centimeter lang. De aanhechting van de ranken bevindt zich tot wel 27 millimeter onder het bladpunt. Bij jonge planten groeien de vangbekers soms direct aan het blad.
De onderbekers variëren van ellipsvormig tot geheel eirond. Qua kleur vertonen ze een grote variëteit. De bekers zijn relatief groot en worden tot 28 centimeter hoog en 16 centimeter breed. Twee opvallend gekamde vleugels lopen verticaal over de voorzijde. Het cilindervormig peristoom (bekerrand) is tot twee centimeter breed. Het operculum is maximaal 8 centimeter lang en 6 centimeter breed. Aan de onderzijde bevinden zich opvallend grote nectarklieren.
Er zijn geen exemplaren met bovenbekers waargenomen. Mogelijk worden deze alleen in zeer dichte begroeiing geproduceerd.

## Verspreiding
Nepenthes peltata is alleen bekend van de bovenste hellingen van Mount Hamiguitan, een berg op het Filipijnse eiland Mindanao. Hier is hij aangetroffen op hoogtes van 865 meter boven zeeniveau tot de 1635 meter hoge top. Hij groeit op ultramafisch substraat in allerlei habitats, waaronder nevelwouden, bergruggen en afgronden. Hij kan zich in een schaduwrijke omgeving handhaven, maar groeit het best in direct zonlicht. N. peltata groeit sympatrisch met N. alata, N. justinae, N. micramphora, en mogelijk met N. hamiguitanensis. Desondanks zijn er geen natuurlijke hybriden beschreven.
... · 
N. alata · 
N. albomarginata · 
N. ampullaria · 
N. argentii · 
N. aristolochioides · 
N. attenboroughii · 
N. bicalcarata · 
N. bokorensis · 
N. bongso · 
N. boschiana · 
N. burkei · 
N. campanulata · 
N. chaniana · 
N. danseri · 
N. deaniana · 
N. densiflora · 
N. diatas · 
N. distillatoria · 
N. edwardsiana · 
N. ephippiata · 
N. gracilis · 
N. gymnamphora · 
N. hirsuta · 
N. inermis · 
N. insignis · 
N. jamban · 
N. khasiana · 
N. lamii · 
N. leyte · 
N. lingulata · 
N. lowii · 
N. macfarlanei · 
N. macrophylla · 
N. madagascariensis · 
N. masoalensis · 
N. maxima · 
N. mirabilis · 
N. monticola · 
N. northiana · 
N. ovata · 
N. peltata · 
N. pervillei · 
N. pitopangii · 
N. rafflesiana · 
N. rajah ·
N. rhombicaulis · 
N. rosea ·
N. sanguinea · 
N. sibuyanensis · 
N. spathulata · 
N. tenax · 
N. tenuis · 
N. veitchii ·
N. ventricosa ·
N. vieillardii ·
N. villosa · 
...